# Roland Wegner

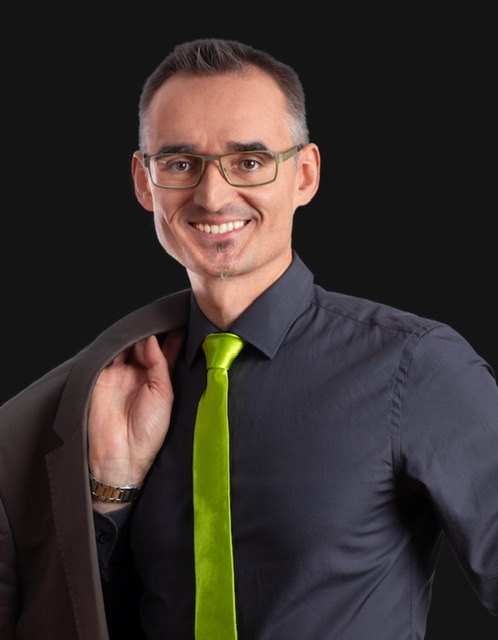
Roland Wegner

Roland Wegner (* Oktober 1975 in Wertingen) ist ein deutscher Politiker der V-Partei³ – Veränderung. Vielfalt. Vegan. Von 2016 bis zum Sommer 2022 war er Bundesvorsitzender dieser Partei. Auf dem Bundesparteitag in Kaarst wurde er am 17. Dezember 2022 erneut zum Vorsitzenden gewählt. Bekannt wurde er auch als Treppen- und Rückwärtsläufer.

## Leben
2005 studierte in Hof Verwaltungswissenschaft und Rechtspflege und schloss ab als Diplom-Verwaltungswirt (FH). Seit 2009 ist er Geschäftsleiter der Gemeindeverwaltung Gablingen im Landkreis Augsburg.
Wegners Bestleistung im Vorwärtslauf liegt über 200 Meter bei 22,37 Sekunden und über 400 Meter bei 49,14 Sekunden. Mit der LAC Quelle Fürth erreichte er 2002 (Leipzig) und 2004 (Braunschweig) das Finale der Deutschen Leichtathletik-Meisterschaften über 4-mal 400 Meter. 2012 wurde er in Erfurt Deutscher Meister über 400 Meter der Altersklasse M35.
Den Augsburger Perlachturmlauf gewann er bis 2012 insgesamt zehnmal und somit am häufigsten; er hält dort auch die absolute Streckenbestzeit. Beim Internationalen Stiegenlauf in Judenburg konnte er 2008 ebenfalls einen neuen Streckenrekord aufstellen. Weitere Streckenrekorde im Treppenlauf gelangen ihm beim Rathausturmlauf in Hof, genauso wie 2009 beim Treppenlauf in Rotenburg a. d. Fulda und beim Modepark-Röther Hochhauslauf 2010. In seiner Zeit als erfolgreicher Treppensprinter trug er kurz vor Weihnachten gehbehinderte Menschen auf den 70 Meter hohen Augsburger Perlachturm.
Wegner gründete 2005 die IRR (International Retrorunner) der Rückwärtsläufer, die seit 2006 im  Rhythmus von zwei Jahren Weltmeisterschaften ausrichtet. Über 100 Meter rückwärts (13,6 Sekunden), 4-mal 100 Meter rückwärts (62,55 Sekunden) und 200 Meter rückwärts (31,56 Sekunden) stellte er im Rückwärtslaufen Weltrekorde auf.  2010 erschien sein Buch Retrorunning – rückwärts zu neuen Zielen.
2010 war Wegner Gründungsmitglied der Leichtathletikgemeinschaft Augsburg und bis 2017 deren Leiter. Dabei setzte er sich für die Sanierung des Augsburger Rosenaustadions ein.
Wegner war zunächst Mitglied der SPD. Zur Augsburger Stadtratswahl 2014 kandidierte er auf Listenplatz 32 und erhielt 14.908 Stimmen. Nach dem Bündnis der Augsburg-SPD mit der CSU verließ er die Partei und gründete zwei Jahre später die V-Partei³. Dort wurde er Bundesvorsitzender. Zur Wahl des Augsburger Stadtrat 2020 erhielt die Partei 69.649 Stimmen (1,4 Prozent) und gewann einen Sitz, den Wegner besetzte.
2015 übernahm er eine Haselnussplantage mit 1,3 Hektar, die er seitdem biovegan bewirtschaftet.